# Hiến pháp Xô viết 1977
Tại phiên họp thứ 7 (đặc biệt) của Xô viết Tối cao Liên Xô thứ IX của Liên Xô vào ngày 7 tháng 10 năm 1977, Hiến pháp Liên Xô thứ ba và cuối cùng, còn được gọi là Hiến pháp Brezhnev, đã được thông qua một cách nhất trí. Tên chính thức của Hiến pháp là "Hiến pháp (Luật cơ bản) của Liên bang Cộng hòa Xã hội chủ nghĩa Xô viết" (tiếng Nga: Конститу́ция (Основно́й Зако́н) Сою́за Сове́тских Социалисти́ческих Респу́блик).
Lời mở đầu nói rằng "mục đích của chế độ chuyên chính vô sản đã được hoàn thành, nhà nước Xô viết đã thuộc về nhân dân." So với các hiến pháp trước đây, Hiến pháp Brezhnev đã mở rộng giới hạn quy định hiến pháp của xã hội. Chương đầu tiên xác định vai trò lãnh đạo của Đảng Cộng sản Liên Xô (CPSU) và thiết lập các nguyên tắc quản lý nhà nước và chính phủ. Điều thứ nhất đã định nghĩa Liên Xô là một quốc gia xã hội chủ nghĩa, cũng như tất cả các hiến pháp trước đây:
| “ | Liên bang Cộng hòa Xã hội Chủ nghĩa Xô viết là một nhà nước xã hội chủ nghĩa của toàn thể nhân dân, thể hiện ý chí và lợi ích của người công nhân, nông dân và trí thức, những người lao động của tất cả các quốc gia và quốc tịch trong liên bang. | ” |

Sự khác biệt là, theo Hiến pháp mới, chính phủ không còn chỉ đại diện riêng cho công nhân và nông dân. Các chương sau đã thiết lập các nguyên tắc quản lý kinh tế và quan hệ văn hóa.
Hiến pháp 1977 dài và chi tiết. Nó bao gồm hai mươi tám bài viết nhiều hơn Hiến pháp Liên Xô năm 1936. Hiến pháp đã xác định rõ ràng việc phân chia trách nhiệm giữa chính phủ trung ương và cộng hòa. Ví dụ, Hiến pháp đã đặt quy định về ranh giới và các đơn vị hành chính trong phạm vi quyền hạn của các nước cộng hòa. Tuy nhiên, các điều khoản đã thiết lập các quy tắc mà theo đó các nước cộng hòa có thể thực hiện những thay đổi đó.
Không giống như các phiên bản trước của Hiến pháp Liên Xô, Hiến pháp năm 1977 đã đưa ra một chính sách sửa đổi quyền được hứa trong các hiến pháp trước đó, về quyền của các nước cộng hòa Liên Xô thành lập để tách khỏi Liên minh. Tuy nhiên, không có tiền lệ pháp lý cho ly khai, và Điều 74 và 75 nói rằng khi một cử tri Xô viết giới thiệu luật trái ngược với Liên Xô Tối cao, luật pháp của Liên Xô Tối cao sẽ thay thế bất kỳ phong trào pháp lý nào từ thành phần Xô Viết. Mặc dù Điều 72 sau đó đóng một vai trò quan trọng trong việc giải thể Liên Xô, các Điều 74 và 75 cho thấy sự giải thể tương lai của Liên Xô không bao giờ là ý định của Hiến pháp 1977:
Điều 74. Pháp luật của Liên Xô sẽ có cùng một lực lượng trong tất cả các nước Cộng hòa Liên bang. Trong trường hợp có sự khác biệt giữa luật của Liên minh Cộng hòa và luật Liên minh, luật của Liên Xô sẽ được áp dụng.
Điều 75. Lãnh thổ của Liên minh Cộng hòa xã hội chủ nghĩa Xô viết là một thực thể duy nhất và bao gồm các lãnh thổ của Cộng hòa Liên minh. Chủ quyền của Liên Xô mở rộng trên toàn lãnh thổ của nó.
Từ năm 1977, ngày 7 tháng 10 đã được tổ chức như ngày Hiến pháp Liên Xô tại Liên Xô. Nó không bao giờ được quan sát trong SSR của Ukraina. Ngày trước đó cho ngày Hiến pháp Liên Xô là ngày 5 tháng 12 năm 1936 sau ngày Hiến pháp Xô viết năm 1936 được thông qua.

## Quy trình sửa đổi
Việc áp dụng Hiến pháp là một hành động lập pháp của Liên Xô Tối cao. Những sửa đổi đối với Hiến pháp cũng được chấp nhận như vậy bởi hành động lập pháp của cơ thể đó. Các sửa đổi yêu cầu sự chấp thuận của một phần ba phần lớn các đại biểu của Đại hội đại biểu nhân dân và có thể được khởi xướng bởi chính đại hội; Liên Xô tối cao, hành động thông qua các ủy ban và ủy ban của mình; Chủ tịch hoặc Chủ tịch Liên Xô tối cao; Ủy ban Giám sát Hiến pháp; Hội đồng Bộ trưởng; các liên xô cộng hòa; Ban kiểm soát nhân dân; Tòa án tối cao; Viện kiểm sát; và trọng tài chính. Ngoài ra, các ban lãnh đạo của các tổ chức chính thức và ngay cả Học viện Khoa học cũng có thể bắt đầu sửa đổi và pháp luật khác.
Các hiến pháp của Liên Xô thường xuyên được sửa đổi và đã được thay đổi thường xuyên hơn so với hiến pháp của hầu hết các nước phương Tây. Tuy nhiên, Hiến pháp năm 1977 đã cố gắng tránh sửa đổi thường xuyên bằng cách thiết lập các quy định cho các cơ quan chính phủ (đặc biệt là danh sách các bộ, ủy ban nhà nước, và các cơ quan khác trong hiến pháp năm 1936) riêng biệt, nhưng đều có thẩm quyền, cho phép pháp luật, chẳng hạn như Luật về Hội đồng Bộ trưởngngày 5 tháng 7 năm 1978. Luật pháp cho phép khác đã bao gồm luật về quyền công dân, luật bầu cử Liên Xô tối cao, luật về tư cách đại biểu tối cao của Liên Xô, quy định cho Liên Xô tối cao, nghị quyết về hoa hồng, quy định về chính quyền địa phương và pháp luật về Tòa án tối cao và Viện kiểm sát. Pháp luật cho phép cung cấp các quy tắc hoạt động cụ thể và thay đổi cho các cơ quan chính phủ này.

## Sửa đổi Hiến pháp 1977
Vào tháng 10 năm 1988, dự thảo sửa đổi và bổ sung Hiến pháp năm 1977 đã được công bố trên phương tiện truyền thông của Liên Xô để thảo luận công khai. Sau quá trình xem xét công khai, Liên Xô tối cao đã thông qua các sửa đổi và bổ sung vào tháng 12 năm 1988. Các sửa đổi và bổ sung về cơ bản và thay đổi về cơ bản các hệ thống bầu cử và chính trị. Mặc dù các quan chức Liên Xô chào đón những thay đổi như là một sự trở lại cho hình thức và chức năng "Leninist", trích dẫn rằng Đại hội đại biểu nhân dân đã có tiền lệ trong Đại hội Liên Xô, họ chưa từng thấy ở nhiều khía cạnh. Vị trí của Chủ tịch Liên Xô tối cao được chính thức chỉ định và trao quyền cụ thể, đặc biệt là lãnh đạo trong chương trình nghị sự, khả năng ra lệnh (rasporiazheniia), và quyền lực chính thức để tiến hành các cuộc đàm phán và ký hiệp ước với các chính phủ nước ngoài và các tổ chức quốc tế. Ủy ban Giám sát Hiến pháp, bao gồm những người không có mặt trong Đại hội Đại biểu Nhân dân, được thành lập và có quyền chính thức để xem xét tính hợp hiến của luật phápvà các hành vi tiêu chuẩn của chính phủ trung ương và cộng hòa và đề xuất việc đình chỉ và bãi bỏ. Quá trình bầu cử đã được hiến pháp mở ra cho nhiều ứng cử viên, mặc dù không phải là ứng cử viên đa đảng. Một cơ quan lập pháp — Liên Xô Tối cao — được triệu tập cho các phiên họp mùa xuân và mùa thu thường xuyên, mỗi phiên kéo dài từ ba đến bốn tháng. Tuy nhiên, không giống như Liên Xô Tối cao cũ, Liên Xô Tối cao mới được dân cử gián tiếp bầu, được bầu trong số các thành viên của Đại Hội Dân Biểu.

## Quyền hiến pháp
Hiến pháp Liên Xô bao gồm một loạt các quyền dân sự và chính trị. Trong số này có quyền tự do ngôn luận, tự do báo chí, và tự do hội họp và quyền tín ngưỡng tôn giáo và tôn thờ. Ngoài ra, Hiến pháp cung cấp cho tự do công việc nghệ thuật, bảo vệ gia đình, bất khả xâm phạm của người và gia đình, và quyền riêng tư. Phù hợp với tư tưởng Mác-Lênin của chính phủ, Hiến pháp cũng trao các quyền kinh tế và xã hội không được hiến pháp cung cấp ở một số nước tư bản. Trong số này có quyền làm việc, nghỉ ngơi và nghỉ ngơi, bảo vệ sức khỏe, chăm sóc ở tuổi già và bệnh tật, nhà ở, giáo dục và lợi ích văn hóa.
Không giống như hiến pháp phương Tây, Hiến pháp Liên Xô vạch ra những hạn chế về quyền chính trị, trong khi ở các nước dân chủ, những hạn chế này thường được để lại cho các cơ quan lập pháp và/hoặc tư pháp. Điều 6 có hiệu quả loại bỏ sự phản đối và phân chia đảng phái trong chính phủ bằng cách cấp cho CPSU sức mạnh để lãnh đạo và hướng dẫn xã hội. Điều 39 cho phép chính phủ cấm bất kỳ hoạt động nào được coi là bất lợi bằng cách tuyên bố rằng "Việc hưởng các quyền và tự do của công dân không được gây tổn hại đến lợi ích của xã hội hay của nhà nước". Điều 59 bắt buộc công dân phải tuân thủ pháp luật và tuân thủ các tiêu chuẩn xã hội xã hội chủ nghĩa theo quyết định của Bên đó. Chính phủ đã không đối xử như bất khả xâm phạm những quyền chính trị và kinh tế xã hội mà Hiến pháp cấp cho người dân. Công dân chỉ được hưởng quyền khi việc thực hiện các quyền đó không ảnh hưởng đến lợi ích của nhà nước, và CPSU một mình có quyền lực và thẩm quyền để xác định các chính sách cho chính phủ và xã hội. Ví dụ, quyền tự do ngôn luận trong Điều 52 có thể bị đình chỉ nếu việc thực thi quyền tự do đó không phù hợp với chính sách của Đảng. Cho đến thời đạiglasnost, tự do ngôn luận không đòi hỏi quyền chỉ trích chính phủ. Hiến pháp đã cung cấp một "tự do lương tâm, đó là, quyền tuyên xưng hoặc không xưng tội bất kỳ tôn giáo nào, và để thực hiện tôn giáo tôn giáo hoặc tuyên truyền vô thần." Nó cấm kích động thù ghét hoặc thù địch trên các cơ sở tôn giáo.
Hiến pháp cũng không cung cấp các cơ chế chính trị và tư pháp để bảo vệ quyền lợi. Vì vậy, Hiến pháp thiếu bảo đảm rõ ràng bảo vệ quyền của người dân. Trong thực tế, Liên Xô Tối cao không bao giờ đưa ra những sửa đổi được thiết kế đặc biệt để bảo vệ các quyền cá nhân. Cả hai người đều không có thẩm quyền cao hơn trong chính phủ để kháng cáo khi họ tin rằng quyền của họ đã bị vi phạm. Tòa án Tối cao không có quyền bảo đảm rằng các quyền hiến pháp đã được pháp luật quan sát hoặc được tôn trọng bởi phần còn lại của chính phủ. Liên Xô cũng đã ký Đạo luật cuối cùng của Hội nghị về an ninh và hợp tác ở châu Âu (Hiệp ước Helsinki), bắt buộc các quyền con người được quốc tế thừa nhậnđược tôn trọng ở các nước ký kết. Tuy nhiên, vào cuối những năm 1980, việc điều chỉnh lại luật hiến pháp và luật pháp trong nước với các cam kết quốc tế về nhân quyền đã được tranh luận công khai.

## Vai trò của công dân
Điều 59 Hiến pháp nói rằng việc công dân thực hiện các quyền của họ là không thể tách rời khỏi việc thực thi nhiệm vụ của họ. Các điều từ 60 đến 69 đã xác định các nhiệm vụ này. Công dân được yêu cầu làm việc và quan sát kỷ luật lao động. Mã pháp lý dán nhãn trốn tránh công việc là "ký sinh trùng" và cung cấp hình phạt cho tội ác này. Hiến pháp cũng bắt buộc công dân phải bảo vệ tài sản xã hội chủ nghĩa và phản đối tham nhũng. Tất cả các công dân đều thực hiện nghĩa vụ quân sự như một nhiệm vụ bảo vệ và "tăng cường sức mạnh và uy tín của nhà nước Liên Xô". Vi phạm nhiệm vụ này được coi là "sự phản bội của quê hương và sự tàn sát của tội ác". Cuối cùng, Hiến pháp yêu cầu cha mẹ đào tạo con cái của họ cho công việc xã hội hữu ích và để nâng cao họ như là thành viên xứng đáng của xã hội xã hội chủ nghĩa.
Hiến pháp và luật pháp khác được bảo vệ và thực thi quyền công dân của Liên Xô. Pháp luật về quyền công dân được trao quyền bình đẳng của công dân cho công dân nhập tịch cũng như người bản xứ. Pháp luật cũng quy định rằng công dân không thể tự do từ bỏ quốc tịch của họ. Công dân được yêu cầu xin phép làm như vậy từ Chủ tịch Liên Xô Tối cao, có thể từ chối đơn nếu người nộp đơn không hoàn thành nghĩa vụ quân sự, có nhiệm vụ tư pháp, hoặc chịu trách nhiệm cho người phụ thuộc gia đình. Ngoài ra, Tổng thống có thể từ chối đơn xin bảo vệ an ninh quốc gia, hoặc thu hồi quốc tịch vì phỉ báng Liên Xô hoặc các hành vi làm tổn hại đến uy tín hoặc an ninh quốc gia.